# Wielki Wierch (Gorce)
Wielki Wierch (1014 m, 1007 m, 1005 m, 1016) – szczyt Gorców, otoczony z trzech stron przez opływającą go Kamienicę.

## Regionalizacja fizycznogeograficzna
Według regionalizacji fizycznogeograficznej Karpat opracowanej przez Jerzego Kondrackiego Wielki Wierch wraz z Kiczorą Kamienicką i Magorzycą włączone zostały do Beskidu Wyspowego, a granica poprowadzona została przez płytką przełęcz pomiędzy Magorzycą a Gorcem, a dokładniej Nową Polaną w masywie Gorca. Podział ten uznaje też zbiorowe opracowanie „Gorce. Przewodnik dla prawdziwego turysty” (brak w nim opisów tych szczytów). Jednak inni autorzy opracowań o tym regionie (Józef Nyka, Andrzej Matuszczyk) włączają te szczyty do Gorców, uzasadniając to faktem, że od Beskidu Wyspowego te trzy szczyty oddzielone są głęboką doliną Kamienicy Gorczańskiej, stanowiącą w tym miejscu najbardziej naturalną i oczywistą granicę między Beskidem Wyspowym i Gorcami. W Instytucie Ochrony Środowiska powstała nowa mapa podziału fizycznogeograficznego Polski, w której Wielki Wierch zaliczony został do Gorców. Takie rozgraniczenie również jawi się w najstarszym opracowaniu – z końca XIX wieku – „Słowniku geograficznym Królestwa Polskiego i innych krajów słowiańskich”. Z opisu wynika, iż wspomniane powyżej prawobrzeżne tereny rzeki Kamienicy to pasmo Gorców.

## Opis szczytu
Od południowej strony sąsiaduje z Kiczorą Kamienicką. Oddzielony jest od niej przełęczą, na której znajduje się polana Jeziorne. Wzdłuż koryta Kamienicy Gorczańskiej opływającej te szczyty poprowadzona jest droga wojewódzka nr 968 (odcinek ze Szczawy do Zabrzeży). Wiele źródeł podaje wysokość 1007, co być może dotyczy niewybitnego, niższego, wschodniego wierzchołka. Może to też być zwykła literówka; poniżej szczytu znajduje się punkt wysokościowy 1002,7 m.
Wielki Wierch jest w większości porośnięty lasem. Wszystkie spływające z niego potoki uchodzą bezpośrednio do okrążającej go rzeki Kamienicy. Na północnych jego stokach znajduje się polana Kasprówka, a na południowo-wschodnich należący do Szczawy przysiółek Polanki. Prowadzi od niego droga leśna okrążająca cały masyw Wielkiego Wierchu ponad doliną Kamienicy.
Przez Wielki Wierch nie prowadzą żadne znakowane szlaki turystyczne.
W czasie II wojny światowej pod szczytami Wielkiego Wierchu mieściła się główna kwatera dowództwa 1 Pułku Strzelców Podhalańskich Armii Krajowej, a okoliczne lasy były bazą dla polskiej partyzantki. Co roku w pierwszą niedzielę po 15 sierpnia obok starego drewnianego kościółka w Szczawie odbywają się msze partyzanckie, na które przyjeżdżają kombatanci. Przy kościele znajduje się niewielkie muzeum 1 PSP AK, a w nim liczne pamiątki z okresu II wojny światowej mundury, listy, fotografie upamiętniające działania 1 PSP AK.
Wielki Wierch znajduje się w granicach wsi Szczawa w województwie małopolskim, w powiecie limanowskim, w gminie Szczawa.

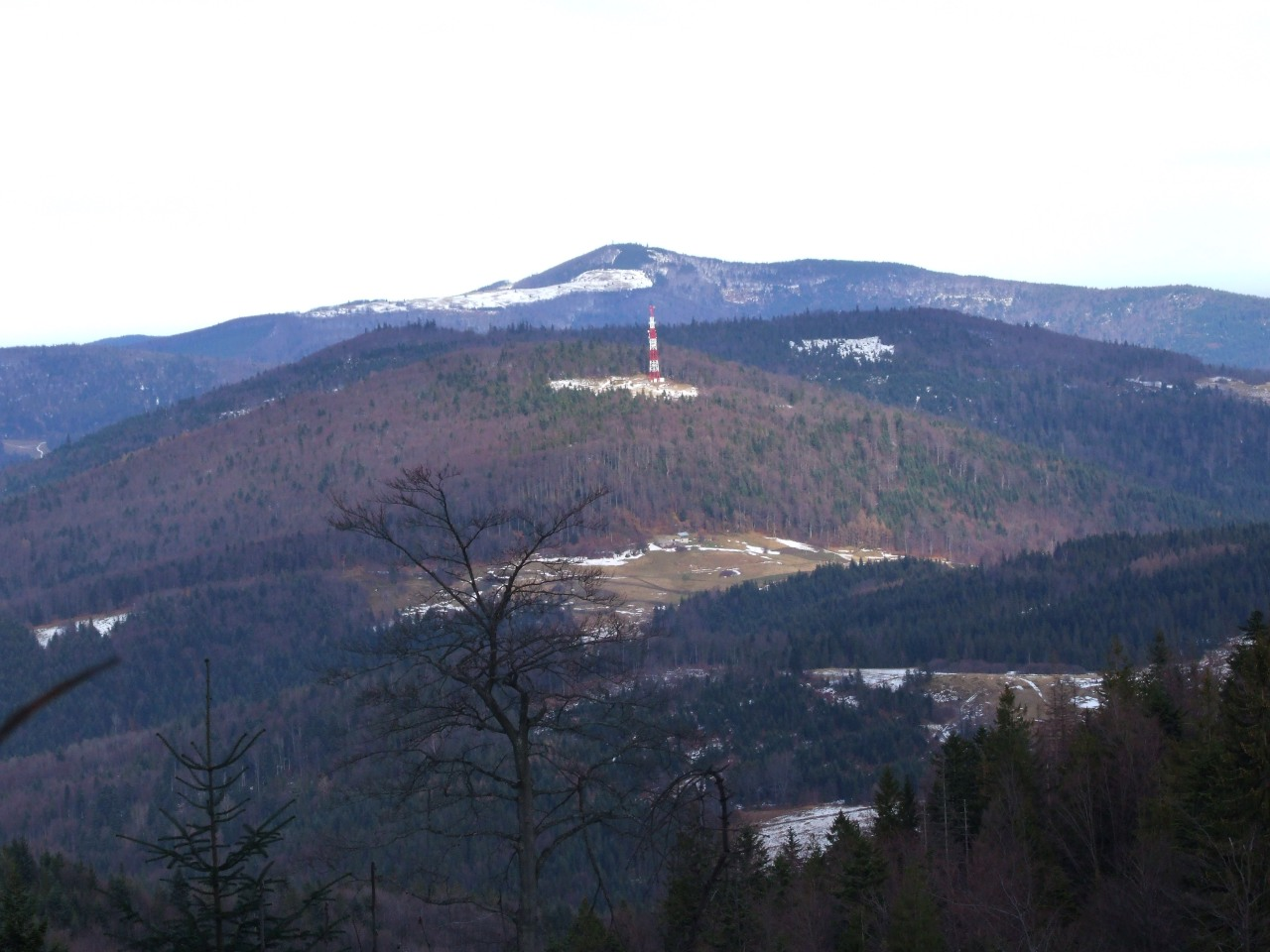
Kiczora, Wielki Wierch i Mogielica. Widok z Nowej Polany
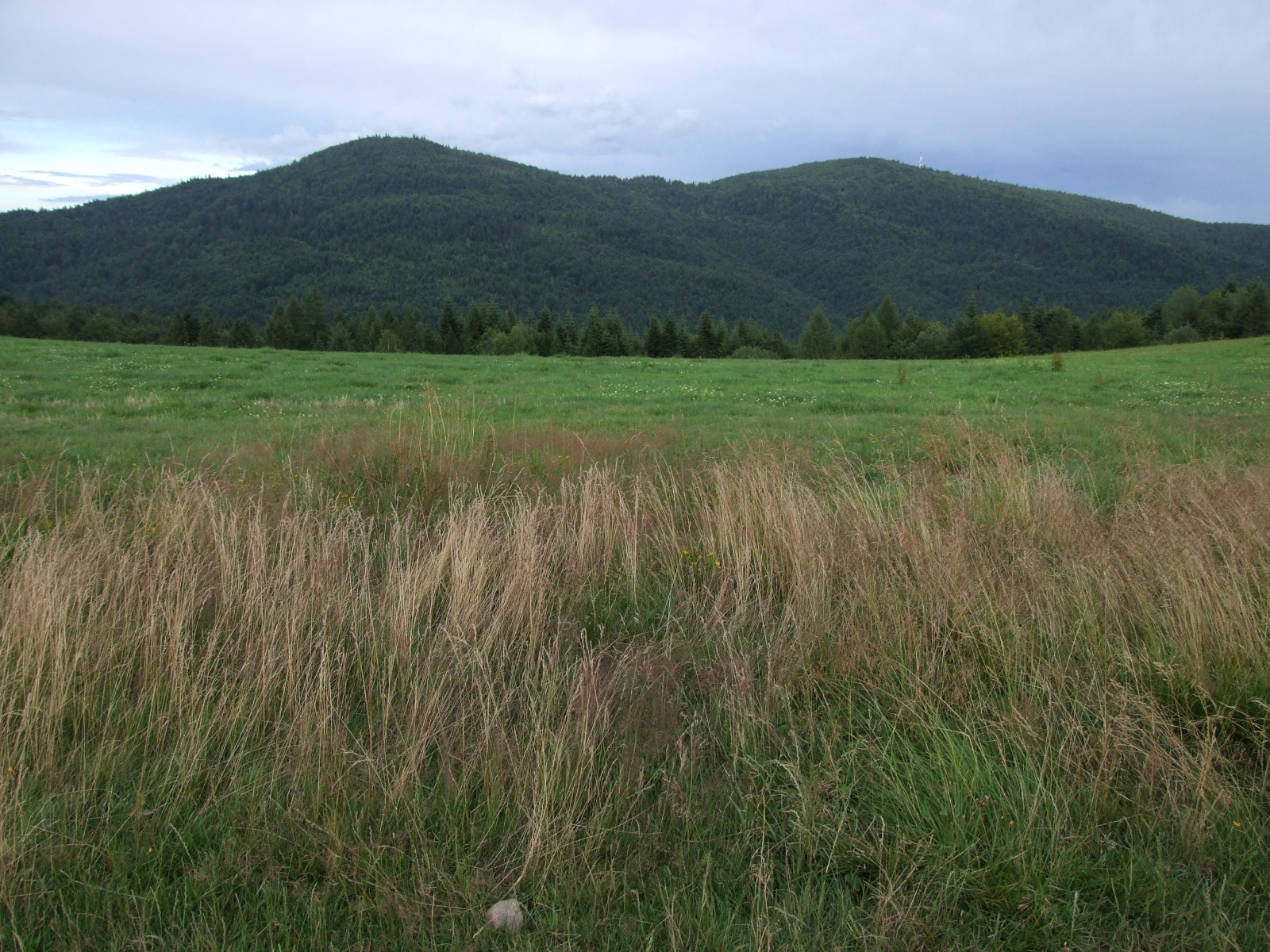
Widok z przełęczy Przysłopek
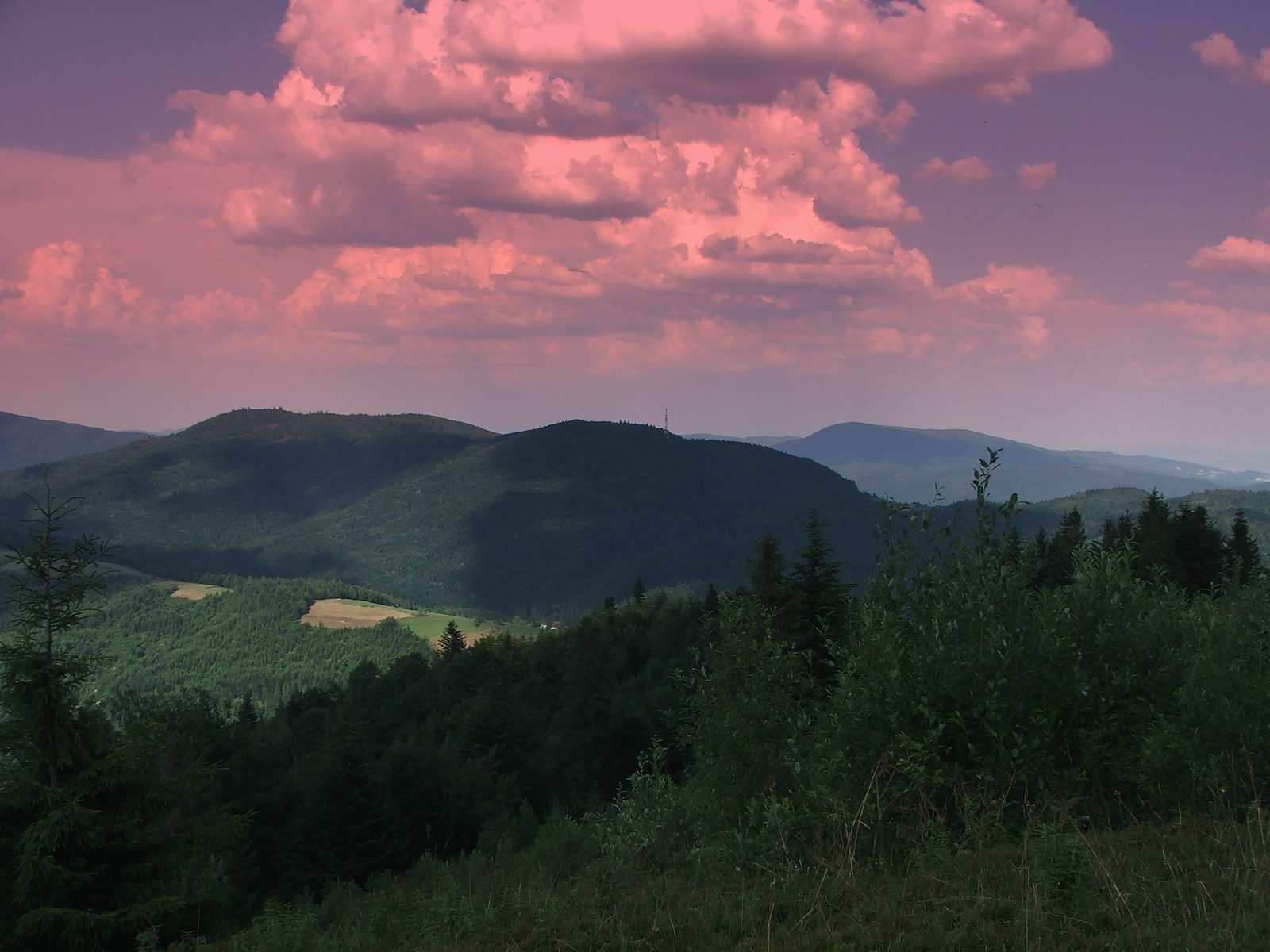
Widok na Kiczorę i Wielki Wierch z Gorca
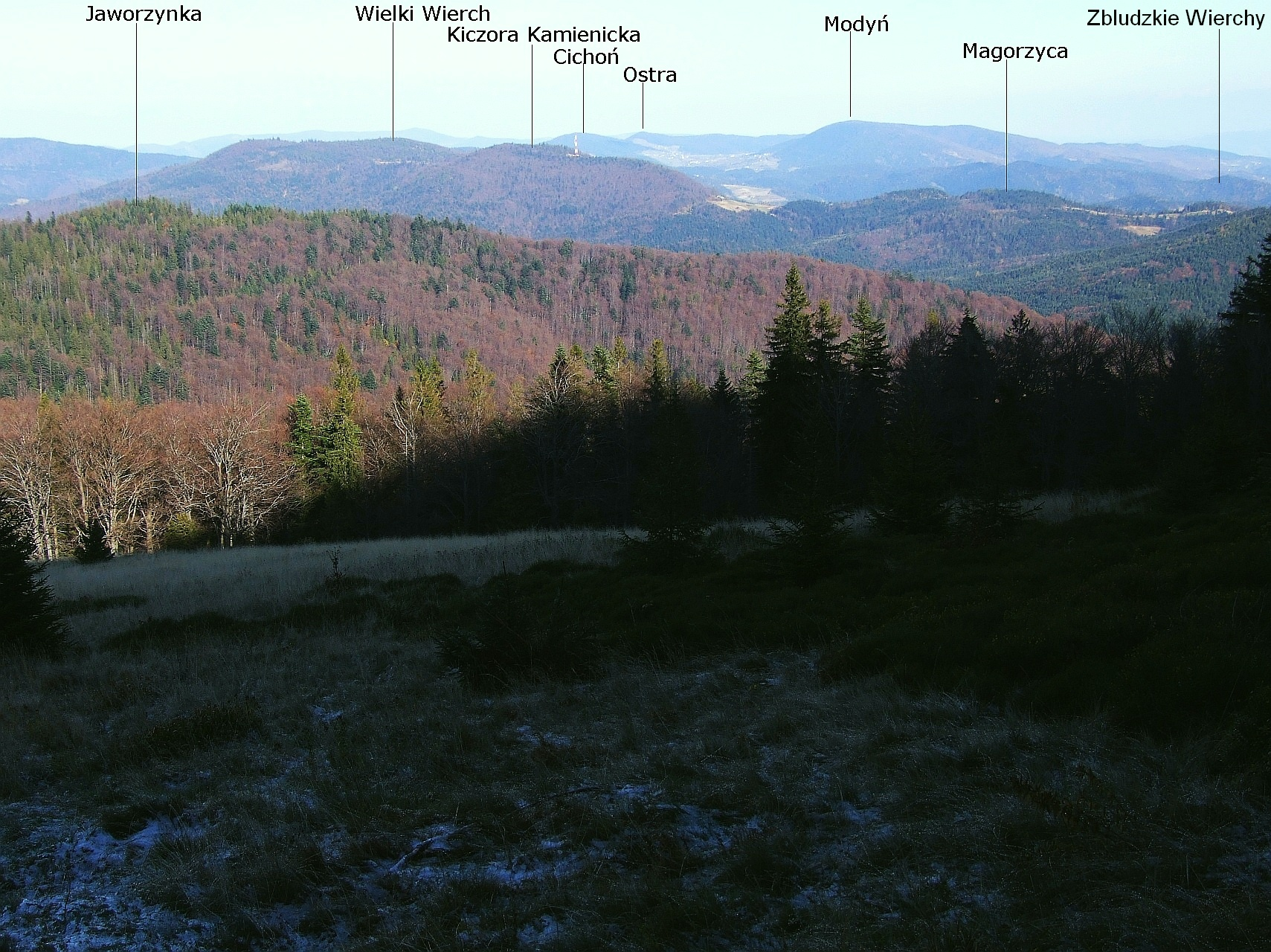
Widok z Gorca Troszackiego